# L'isola disabitata
Personnages
L'isola disabitata est une action théâtrale (azione teatrale en italien) de Joseph Haydn, composée en 1779 sur un livret de Pietro Metastasio, créée le 6 décembre 1779 au palais Esterházy sous la direction musicale du compositeur.

## Historique
Le thème de l'île déserte a inspiré de nombreux librettistes au XVIIIe siècle  dont Metastasio. Son livret, l'Isola Disabitata servit de base aux ouvrages de plusieurs compositeurs dont Niccolo Jommelli, Tommaso Traetta, Gaspare Spontini, Giovanni Paisiello et Joseph Haydn.
La composition de Haydn est courte, moins d'une heure et demie, et ne suit pas les schémas de l'opera seria, privilégiant les récitatifs accompagnés - le recitativo accompagnato- à la forme particulièrement dramatique et les arias bipartites où la seconde moitié est une variation de la première. Le finale est un quatuor où peut se déployer la virtuosité des solistes.
Parmi les reprises récentes en France, citons les représentations de l'Opéra de Dijon en décembre 2021, dans une mise en scène de Luigi De Angelis, avec Ilanah Lobel-Torres, soprano (Costanza) ; Tobias Westman, ténor (Gernando) ; Andrea Cueva Molnar, soprano (Silvia) ; Yiorgo Ioannou, baryton (Enrico) et un orchestre composé de musiciens issus de l’Académie de l’Opéra national de Paris. L'Opéra de Paris propose à son tour en mars 2025, une mise en scène de Simon Valastro pour quelques représentations à l'Amphithéâtre Olivier Messiaen.

## Rôles, tessitures, distribution de la Première
| Rôle     | Voice type    | Distribution de la Premiere 6 décembre 1779 (chef d'orchestre : Joseph Haydn) |
| -------- | ------------- | ----------------------------------------------------------------------------- |
| Costanza | mezzo-soprano | Barbara Ripamonti                                                             |
| Enrico   | baryton       | Benedetto Bianchi                                                             |
| Gernando | ténor         | Andrea Totti                                                                  |
| Silvia   | soprano       | Luigia Polzelli                                                               |

## Argument

### Préalable
(Les faits suivants sont énoncés au cours de l’action.)
Gernando et son épouse Costanza, accompagnée de sa très jeune sœur Silvia, étaient en route pour les Indes. Ils ont dû accoster sur une île déserte. Pendant que les deux sœurs se reposent, Gernando et ses compagnons sont enlevés par des pirates.

### Première partie
L’action débute treize ans plus tard. Restée seule sur l’île avec sa sœur, Costanza pense avoir été abandonnée par Gernando et achève de graver sur un rocher le récit de sa malheureuse destinée. Gernando débarque sur l’île dans l’espoir de retrouver Costanza, il est accompagné d’Enrico. Silvia les aperçoit et reste cachée, observant ce dernier. N’ayant de souvenir que de sa vie sur l’île, elle s’interroge sur l’identité de cette créature, cependant qu’un sentiment inconnu s’empare d’elle.

### Seconde partie
Gernando découvre l’inscription de son épouse sur le rocher et la croit morte. Désespéré, il décide alors de finir ses jours sur l’île. Enrico se résout donc à le faire emporter de force par l’équipage. Heureusement, les jeunes gens vont progressivement se retrouver, malgré le second enlèvement avorté de Gernando, et clarifier les raisons de leur séparation. Costanza retrouve les bras de son mari et Silvia tombe dans ceux d’Enrico, ce qui donne lieu au fameux quatuor final dans lequel Haydn choisit quatre instruments différents pour accompagner en soliste chacun des personnages.

## Discographie
- 1978 – Norma Lerer (Costanza), Linda Zoghby (Silvia), Luigi Alva (Gernando), Renato Bruson (Enrico) – Orchestre de Chambre de Lausanne, Antal Doráti – 2 CDs (Philips Records). Enregistré dans le cadre du cycle d'opéra Haydn Eszterháza chez Philips, il est toujours considéré comme l'enregistrement die référence le plus complet .
- 1998 – Susanne Mentzer (Costanza), Ying Huang (Silvia), John Aler (Gernando), Christopher Schaldenbrand (Enrico), Padová Chamber Orchestra – 2 CDs (Arabesque Records)
- 2000 -  Katharina Kammerloher (Costanza), Anke Herrmann (Silvia), Robert Lee (Gernando), Furio Zanasi (Enrico), et l'Academia Montis Regalis sous la direction de Alessandro de Marchi- Enregistré en mai 2000 à l'Istituto di Musica Antica Academia Montis Regalis, Mondovì - 2 CD Opus[5]
- 2009 – Ulrike Hofbauer (Costanza), Barbara Kraus (Silvia), Christian Zenker (Gernando), Reinhard Mayr (Enrico) – L'Orfeo Barockorchester, Michi Gaigg – 2 CDs (Deutsche Harmonia Mundi)
- 2012 – Katharina Kammerloher (Costanza), Anke Herrmann (Silvia), Robert Lee (Gernando), Furio Zanasi (Enrico) – Academia Montis Regalis, Alessandro De Marchi – 2 CDs (Naïve Classique)
- 2020 – Anett Fritsch (Costanza), Sunhae Im (Silvia), Krystian Adam (Gernando), André Morsch (Enrico) – Akademie für Alte Musik Berlin, Bernhard Forck – 2 CDs (Pentatone)[6].